# 데이브 매슈스
데이브 매슈스(Dave Matthews, 1967년 1월 9일 ~ )는 미국의 가수이다.